# Mallorca Championships 2021
Il Mallorca Championships 2021 è stato un torneo di tennis maschile giocato su campi in erba. È stata l'edizione inaugurale del Maiorca Open, facente parte della categoria ATP Tour 250 del ATP Tour 2021. Si è tenuto presso il Santa Ponsa Tennis Academy di Santa Ponsa, in Spagna, dal 19 giugno al 26 giugno 2021.

## Partecipanti al singolare

### Teste di serie
| Nazionalità | Giocatore             | Ranking* | Testa di serie |
| ----------- | --------------------- | -------- | -------------- |
| Russia      | Daniil Medvedev       | 2        | 1              |
| Austria     | Dominic Thiem         | 5        | 2              |
| Spagna      | Roberto Bautista Agut | 10       | 3              |
| Spagna      | Pablo Carreño Busta   | 12       | 4              |
| Norvegia    | Casper Ruud           | 15       | 5              |
| Russia      | Karen Chačanov        | 27       | 6              |
| Francia     | Ugo Humbert           | 31       | 7              |
| Serbia      | Dušan Lajović         | 40       | 8              |

* Ranking al 14 giugno 2021.

### Altri partecipanti
I seguenti giocatori hanno ricevuto una wild card per il tabellone principale:
- Roberto Bautista Agut
- Daniil Medvedev
- Dominic Thiem

I seguenti giocatori sono entrati nel tabellone principale passando dalle qualificazioni:

- Lukáš Klein
- Nicola Kuhn
- Lucas Pouille
- Roberto Carballés Baena

### Ritiri
Prima del torneo
- Jérémy Chardy → sostituito da  Stefano Travaglia
- Federico Delbonis → sostituito da  Corentin Moutet
- Nick Kyrgios → sostituito da   Jiří Veselý

## Partecipanti al doppio

### Teste di serie
| Nazione       | Giocatore         | Nazione       | Giocatore        | Ranking* | Testa di serie |
| ------------- | ----------------- | ------------- | ---------------- | -------- | -------------- |
| Spagna        | Marcel Granollers | Argentina     | Horacio Zeballos | 18       | 1              |
| Germania      | Tim Pütz          | Nuova Zelanda | Michael Venus    | 55       | 2              |
| Belgio        | Sander Gillé      | Belgio        | Joran Vliegen    | 57       | 3              |
| Nuova Zelanda | Marcus Daniell    | Austria       | Philipp Oswald   | 82       | 4              |

* Ranking al 14 giugno 2021.

### Altri partecipanti
Le seguenti coppie hanno ricevuto una wildcard per il tabellone principale:
- Novak Đoković /  Carlos Gómez-Herrera
- Marc López /  Jaume Munar

### Ritiri
Prima del torneo
- Wesley Koolhof /  Jean-Julien Rojer → sostituiti da  Jonathan Erlich /  Andrėj Vasileŭski
- Tim Pütz /  Michael Venus → sostituiti da  Adrian Mannarino /  Miguel Ángel Reyes Varela
- Sander Gillé /  Joran Vliegen → sostituiti da  Roman Jebavý /  Jiří Veselý

## Punti e montepremi

### Punti
| Evento    | V   | F   | SF | QF | 2T | 1T   | Q    | Q2   | Q1   |
| Singolare | 250 | 150 | 90 | 45 | 20 | 0    | 12   | 6    | 0    |
| Doppio    | 250 | 150 | 90 | 45 | 0  | N.D. | N.D. | N.D. | N.D. |

### Montepremi
| Evento    | V       | F       | SF      | QF      | 2T      | 1T     | Q2     | Q1     |
| Singolare | 70620 € | 50630 € | 36040 € | 24030 € | 15450 € | 9295 € | 4540 € | 2360 € |
| Doppio*   | 26370 € | 18880 € | 12440 € | 8080 €  | 4740 €  | N.D.   | N.D.   | N.D.   |

*per team

## Campioni

### Singolare
Daniil Medvedev ha sconfitto in finale  Sam Querrey con il punteggio di 6-4, 6-2.
- È l'undicesimo titolo in carriera per Medvedev, il secondo della stagione.

### Doppio
Simone Bolelli/ Máximo González hanno vinto il torneo a seguito del ritiro di  Novak Đoković/ Carlos Gómez-Herrera.